# Serra da Água
Serra de Água es una freguesia portuguesa del concelho de Ribeira Brava, con 24,70 km² de superficie y 1.317 habitantes (2001). Su densidad de población es de 53,3 hab/km².